# Pamophion sorus
Pamophion sorus är en stekelart som beskrevs av Ian D. Gauld 1977. Pamophion sorus ingår i släktet Pamophion och familjen brokparasitsteklar. Inga underarter finns listade i Catalogue of Life.